# Giuseppe De Domenico
Giuseppe De Domenico (Messina, 26 gennaio 1993) è un attore italiano, noto per essere stato coprotagonista della serie TV ZeroZeroZero (serie televisiva) e del film  Vermiglio.
Esordisce sul grande schermo nel 2014, in un ruolo nel film Ragazze a mano armata. Nel settembre 2024 la piattaforma Hulu lo seleziona come protagonista della miniserie dedicata al delitto di Perugia, nel ruolo di Raffaele Sollecito.

## Filmografia parziale

### Cinema
- Ragazze a mano armata (2014)
- Euforia (2018)
- Vermiglio, regia di Maura Delpero (2024)

### Televisione
- Paolo Borsellino - Adesso tocca a me - film TV (2017)
- ZeroZeroZero – serie TV (2020)
- Bang Bang Baby - serie TV (2022)